# Funk Infection
A Funk Infection egy magyar funk, soul, funky és acid jazz zenekar. Dalaikat főleg a '70-es évek zeneileg igen gazdag, ritmus orientált és dallamos világa, valamint az abból táplálkozó előadók inspirálják. A 11 fős csapat 2013 májusában alakult Veszprémben. Első demo anyaguk 2014 februárjában jelent meg digitális formában, amely három feldolgozást tartalmazott.

## Története
A veszprémi zenekar 2013. májusban jött létre, a jazz-rock formációnak induló csapat funk/soul/jazz/blues dalokat kezdett játszani.
A színpadon 2013 második fele óta aktív csapat műsora jelenleg körülbelül 2-2,5 órás. Bár sok rendezvényen csupán 45-60 perces műsoridőt kérnek tőlük, a zenekar szeretné, ha nem mindenhol ugyanazzal a műsorral fogadná a nagyérdeműt.
2014-ben két tehetségkutatóra nevezetek, és mindkét tehetségkutatón dobogós helyen végeztek. Előbb a "Mutasd Meg Magad Veszprém" rendezvényen lettek másodikok, majd a "Csopakra Hangolva" tehetségkutatón állhattak az összesített dobogó harmadik fokára és a pop/funky/latin/tánczene kategória első fokára. Különdíjként 2014-ben fellépést nyertek a VOLT Fesztiválra is.
2014 végén két saját dallal vonultak veszprémi stúdiójukba, melyet 2015 márciusában ingyenesen letölthetővé tettek a Soundcloud oldalukon. A további szerzeményeik munkálatai is megkezdődtek.

## Díjak, elismerések
- Mutasd Magad Veszprém 2014 tehetségkutató – 2. helyezett
- Mutasd Magad Veszprém 2014 tehetségkutató – különdíjas (fellépési lehetőség a VOLT Fesztiválon)
- Csopakra Hangolva 2014, országos zenekari tehetségkutató – összesítésben 3. helyezett, "pop/funky/latin/tánczene" kategória 1. helyezett

## Tagok
- Varga Veronika – ének
- Dobosi Gergely – szólógitár
- Szalai Bence – billentyű
- Stefanics Dávid – basszusgitár
- Bors Bálint – ritmusgitár
- Kalmár Harold – ütőhangszerek
- Holéczy László – fuvola
- Pállfy Károly – tenorszaxofon
- Zeitler Dénes – trombita
- Horváth Gábor – harsona
- Sándorfi Viktor – dob

Korábbi tagok:
- Horváth Máté – billentyű

Tiszteletbeli tagok:
- Kertész Dóra – ének
- Virág Pál – billentyű